# Bílovice nad Svitavou
Bílovice nad Svitavou (německy Bilowitz) jsou obec v okrese Brno-venkov v Jihomoravském kraji. Rozkládají se v Drahanské vrchovině, severně od brněnské městské části Brno-Maloměřice a Obřany, s níž také sousedí. Obec leží na železniční trati Brno – Česká Třebová a protéká jí řeka Svitava, v jejíž blízkosti se na území katastru obce nacházejí četné chaty i bývalá léčebna dlouhodobě nemocných. V katastru obce se také nacházejí rozsáhlé lesy. Dominantu obce tvoří zdejší kostel sv. Cyrila a Metoděje. Svým charakterem, významem i počtem obyvatel (žije zde přibližně 3 700 obyvatel) odpovídají spíše menšímu městu než vesnici.

## Název
Název vesnice byl odvozen od osobního jména Biel („bílý“). Původně šlo o pojmenování obyvatel vsi, výchozí tvar Bielovici znamenal „Bielovi lidé“. Přívlastek nad Svitavou byl připojen v roce 1924.

## Historie
Bílovice bývaly oblíbeným místem výletů obyvatel Brna již za první republiky. Chodívali pěšky od konečné stanice tramvaje z Obřan podél řeky Svitavy do Bílovic, případně i dále. Zejména v období před druhou světovou válkou byly Bílovice oblíbeným letním sídlem a výletním místem řady českých umělců.
Často sem jezdíval a později zde i řadu let žil novinář a spisovatel Rudolf Těsnohlídek, autor půvabných příběhů o lišce Bystroušce. Trvale zde žil i básník S. K. Neumann, jehož zdejší pobyt inspiroval k básnické sbírce Kniha lesů, vod a strání. Prázdniny v tichém údolí Svitavy pravidelně trávívali bratři Čapkové, v bývalém mlýně U Julinků býval častým hostem malíř Alois Kalvoda, do Randulovy vily jezdíval sochař Franta Úprka, do vily rodiny Poláčků zase malířka Zdenka Braunerová. Bílovice dobře znali i básníci Jakub Deml, Viktor Dyk a František Gellner, spisovatelé Jiří Mahen a Marie Majerová, malíři a sochaři Otakar Kubín a Vincenc Makovský, herci Karel Höger a Oldřich Nový či hudební skladatel Leoš Janáček – ostatně Těsnohlídkovy Příhody lišky Bystroušky se staly libretem stejnojmenné Janáčkovy opery. I nyní do Bílovic směřují turisté a cykloturisté cíleně nebo jimi projíždějí.
Nejstarší doložené zprávy o obci jsou z roku 1419, ale podle archeologických nálezů tu jistě osada existovala mnohem dřív. Severovýchodně od sokolovny se v lokalitě „Hradisko“ nachází ostrožna s někdejším hradiskem, v němž se našly artefakty kultury moravské malované keramiky z mladší doby kamenné a jevišovické kultury z pozdní doby kamenné. Podstatně mladší pamětihodností je pseudogotický kostel sv. Cyrila a Metoděje, postavený v letech 1908–1913. Přibližně ze stejného období pochází i řada romantických vil a secesních domů s četnými historizujícími prvky. Podél řeky Svitavy vede železnice z Brna do České Třebové a dále do Prahy, postavená v letech 1843–1848.
V Bílovicích nad Svitavou vznikla tradice Vánočních stromů republiky. Zasloužil se o to novinář Rudolf Těsnohlídek. V roce 1919 před Štědrým dnem nalezl s přáteli v lese odložené děvčátko, které později dostalo jméno Liduška. V místě nálezu dítěte je dnes pomníček, nachází se nedaleko hájovny lišky Bystroušky nad nově zbudovaným rybníčkem. Spisovatel a novinář Těsnohlídek inicioval v roce 1924 první charitativní sbírku pro chudé a opuštěné děti. Ta se uskutečnila v Brně na náměstí Svobody pod smrkem dovezeným z Bílovic. Těsnohlídkův Vánoční strom republiky byl spolu s německým Výmarem první v Evropě. Tato tradice se později rozšířila do ostatních měst.

## Obyvatelstvo
| Rok            | 1869 | 1880 | 1890 | 1900  | 1910  | 1921  | 1930  | 1950  | 1961  | 1970  | 1980  | 1991  | 2001  | 2011  | 2021      |
| -------------- | ---- | ---- | ---- | ----- | ----- | ----- | ----- | ----- | ----- | ----- | ----- | ----- | ----- | ----- | --------- |
| Počet obyvatel | 780  | 832  | 919  | 1 078 | 1 414 | 1 846 | 2 214 | 2 545 | 2 455 | 2 219 | 2 253 | 2 043 | 2 302 | 2 302 | 3 868     |
| Počet domů     | 113  | 122  | 150  | 185   | 270   | 298   | 422   | 676   | 546   | 568   | 572   | 626   | 665   | 827   | 902 a 884 |

## Doprava
Obcí prochází železniční trať Brno – Česká Třebová a v km 164,3 na níž leží zastávka Bílovice nad Svitavou. Ta je obsluhována příměstskou vlakovou linkou S2 Integrovaného dopravního systému Jihomoravského kraje (IDS JMK), již provozují České dráhy. Do obce zajíždí brněnské městské autobusové linky 75 a N94 a regionální linka IDS JMK 210. Obslužnost sídlišť Polanka a Nivy je zajištěna minibusovou linkou 211 provozovanou Dopravním podnikem města Brna a dotovanou z rozpočtu obce. Přes obec vede silnice II/374 z Brna do Adamova, z níž v dolní části obce odbočuje silnice II/383 ve směru na Řícmanice a Kanice.

## Náboženství
V obci působí římskokatolická farnost, která vznikla oddělením od farnosti Brno-Obřany v době stavby místního kostela svatého Cyrila a Metoděje z let 1908–1913. Malou modlitebnu na Palackého ulici zde má kazatelská stanice Církve československé husitské, která patřila pod dnes již zaniklou náboženskou obec v Brně-Husovicích a poté dodnes pod náboženskou obec v Brně-Maloměřicích. Po druhé světové válce v obci také působila kazatelská stanice husovického sboru Českobratrské církve evangelické.

## Pamětihodnosti
- Kostel svatého Cyrila a Metoděje, vystavěný v historizujícím stylu v letech 1908–1913 podle návrhu Antonína Blažka.
- Vila dr. Josefa Poláčka ve stylu pozdního historismu, zbudována dle návrhu Jana Flory roku 1909.
- Vila Anna z roku 1904 ve stylu pozdní secese ovlivněné lidovým stavitelstvím.
- Pomník padlým první světové války na ostrůvku řeky Svitavy v centru obce. Pomník vznikl roku 1915 z popudu spisovatele Rudolfa Těsnohlídka a je pravděpodobně nejstarší svého druhu v Evropě.
- Zřícenina hradu Ronov z období druhé poloviny 14. až počátku 15. století. Nachází se asi 3 km severně od obce.

## Galerie

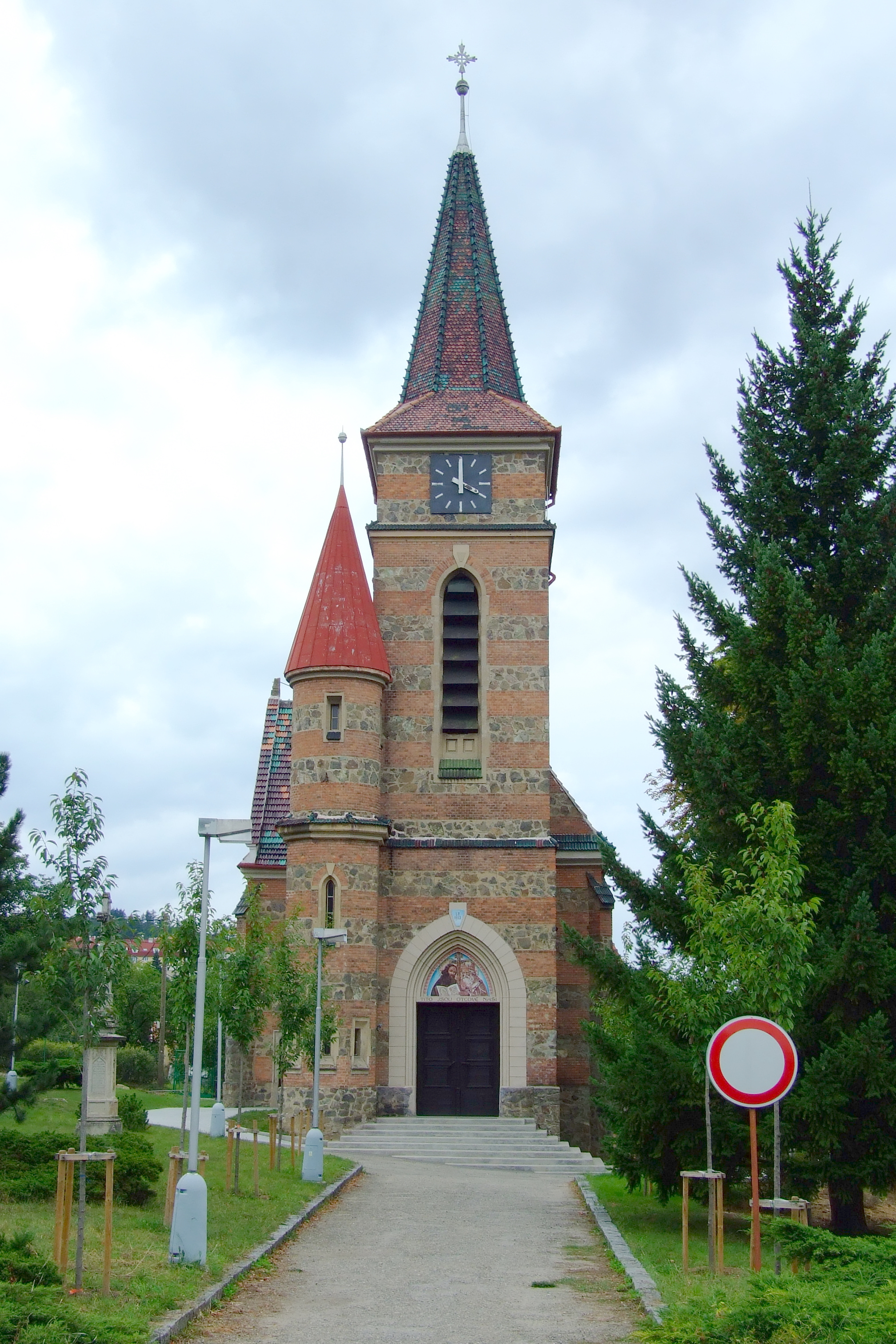
Kostel sv. Cyrila a Metoděje
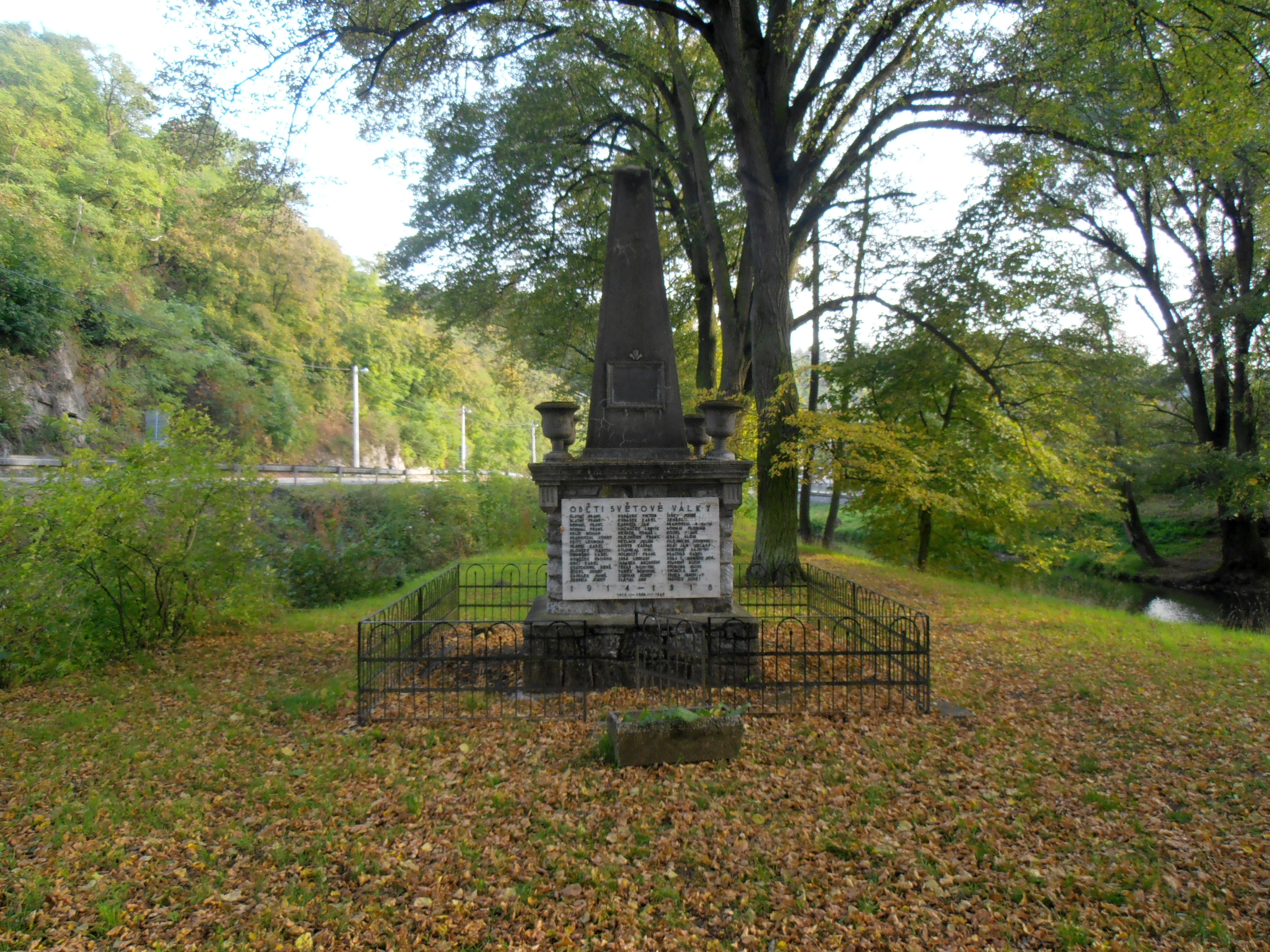
Pomník obětem I. sv. války
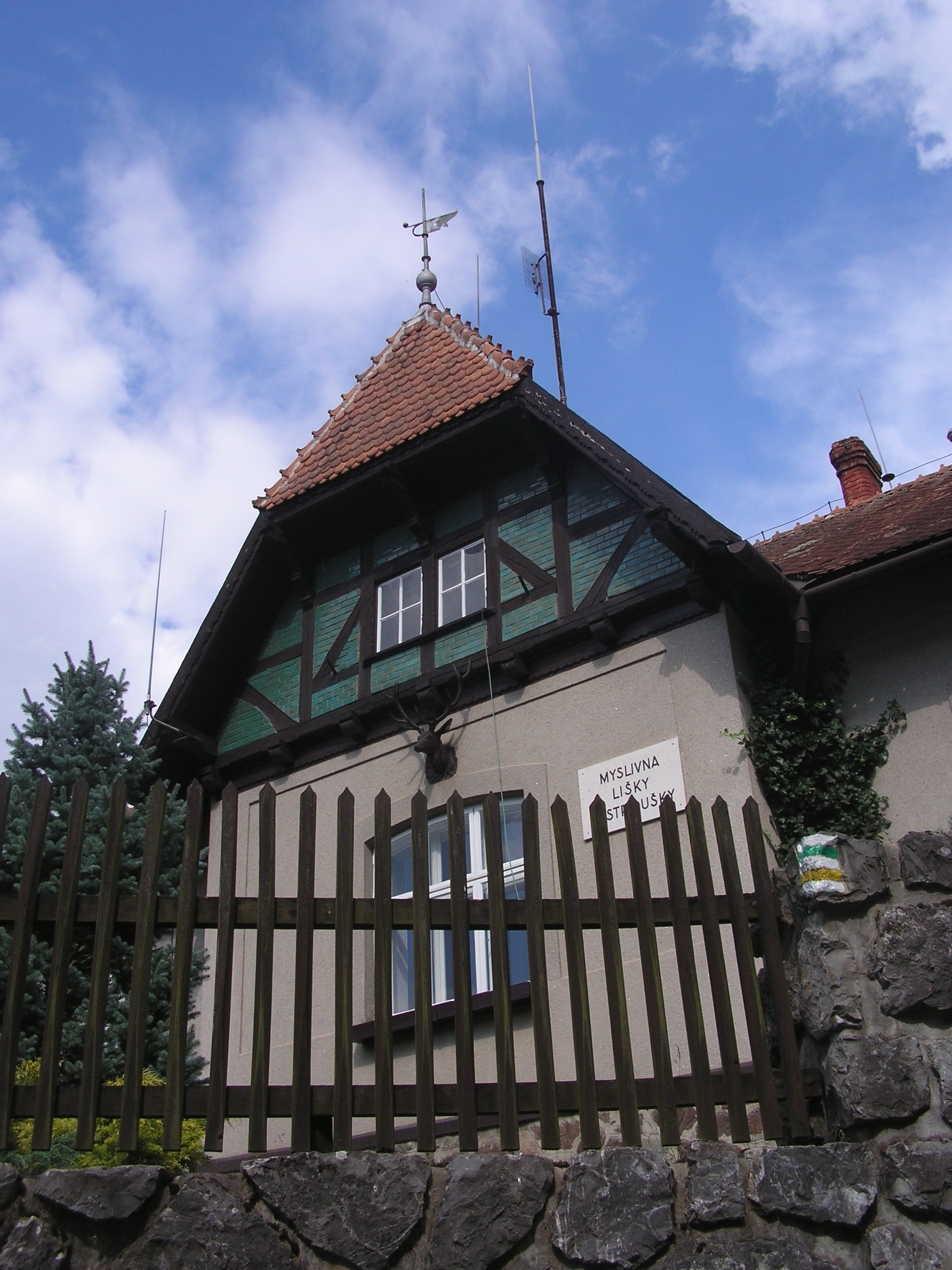
Myslivna Lišky Bystroušky
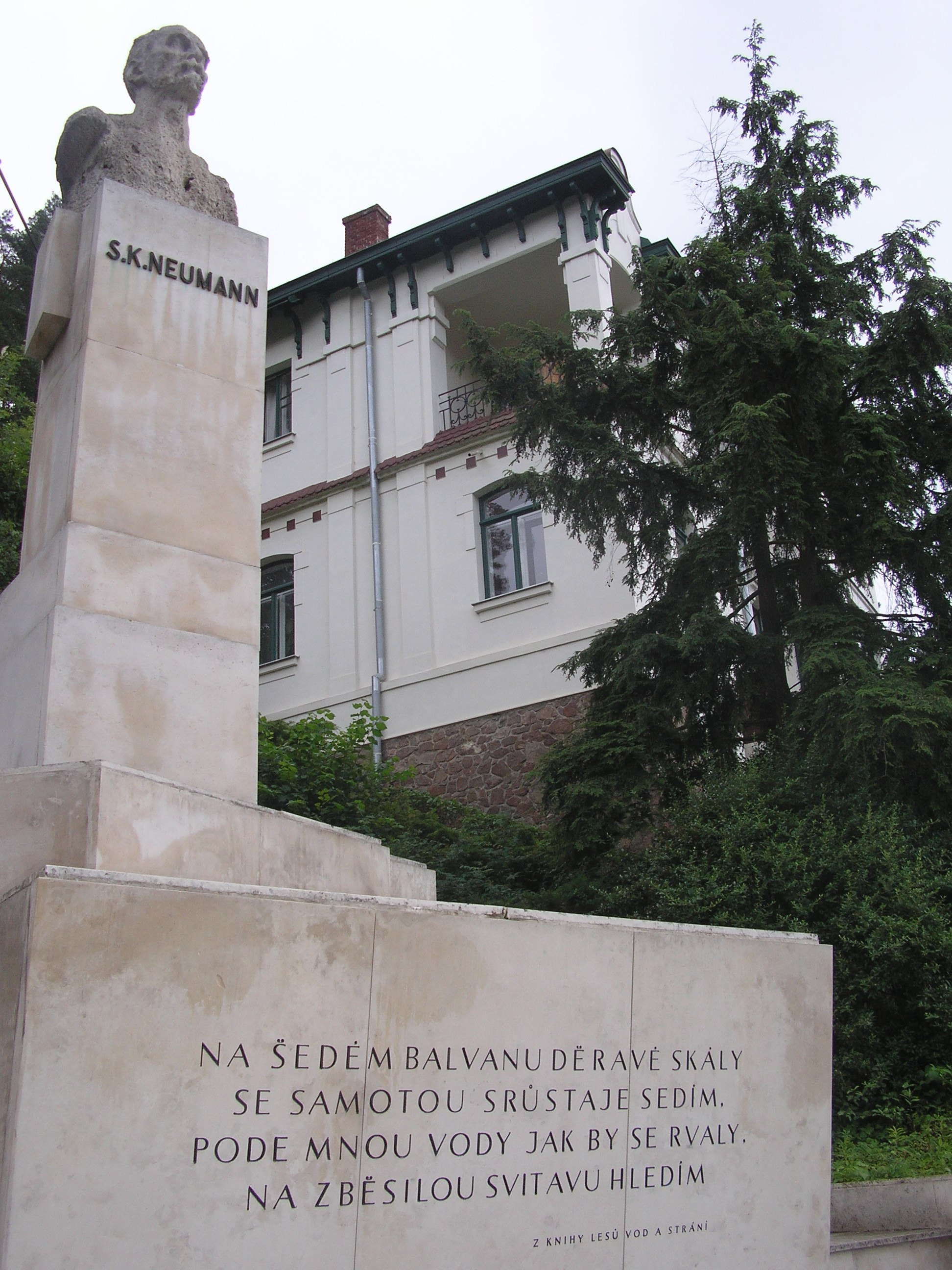
Pomník S. K. Neumanna
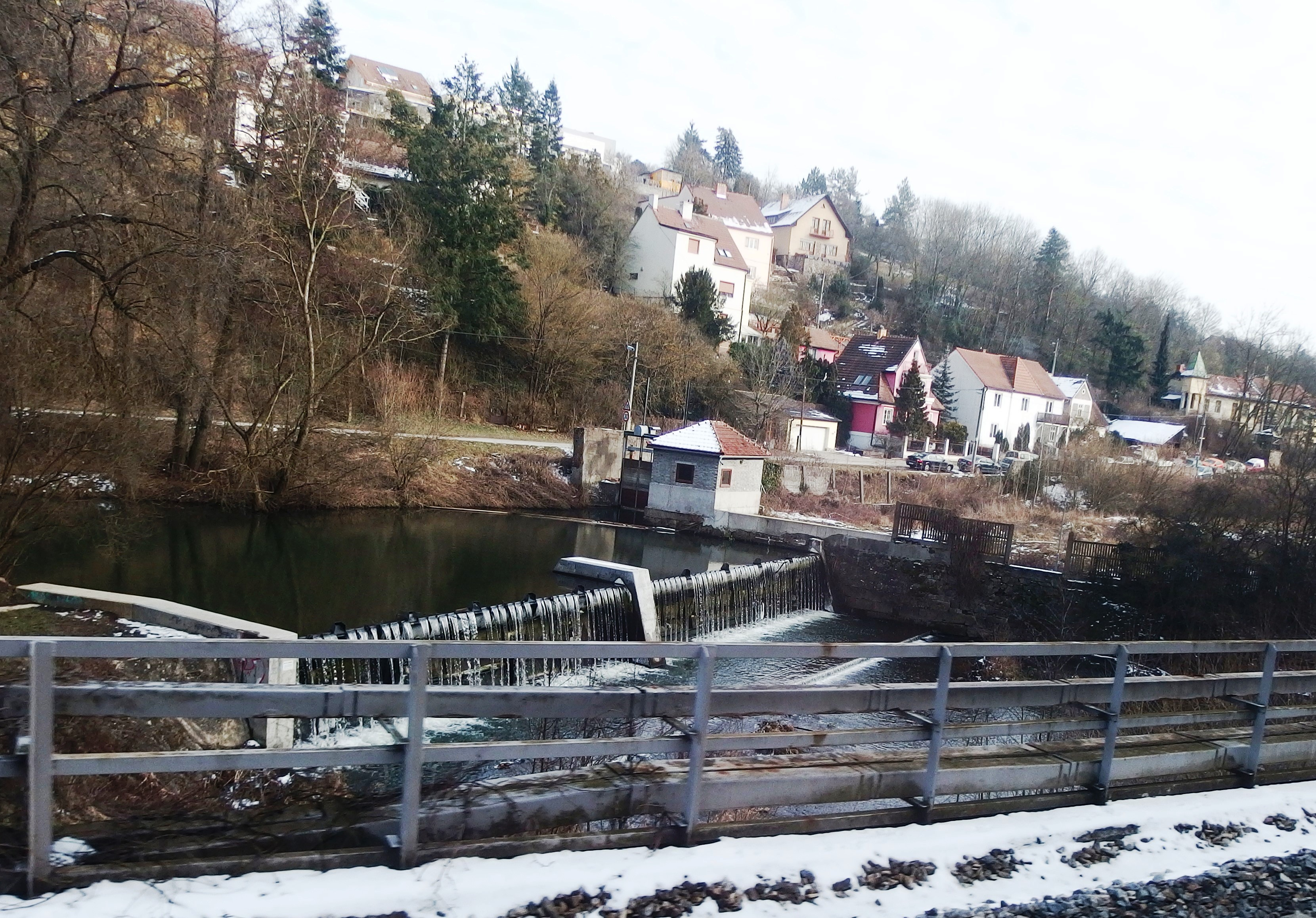
Jez na řece Svitavě
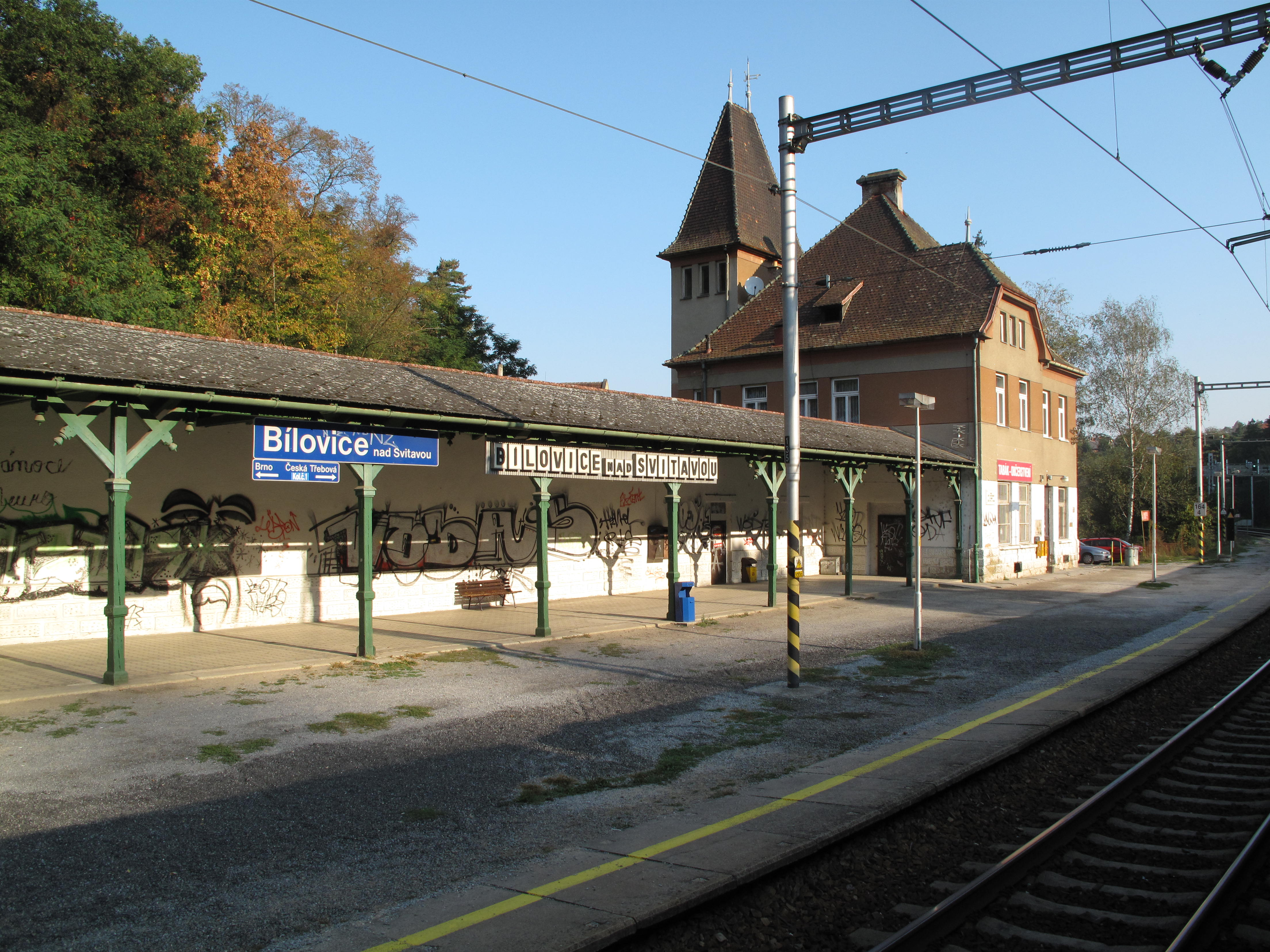
Železniční zastávka Bílovice nad Svitavou
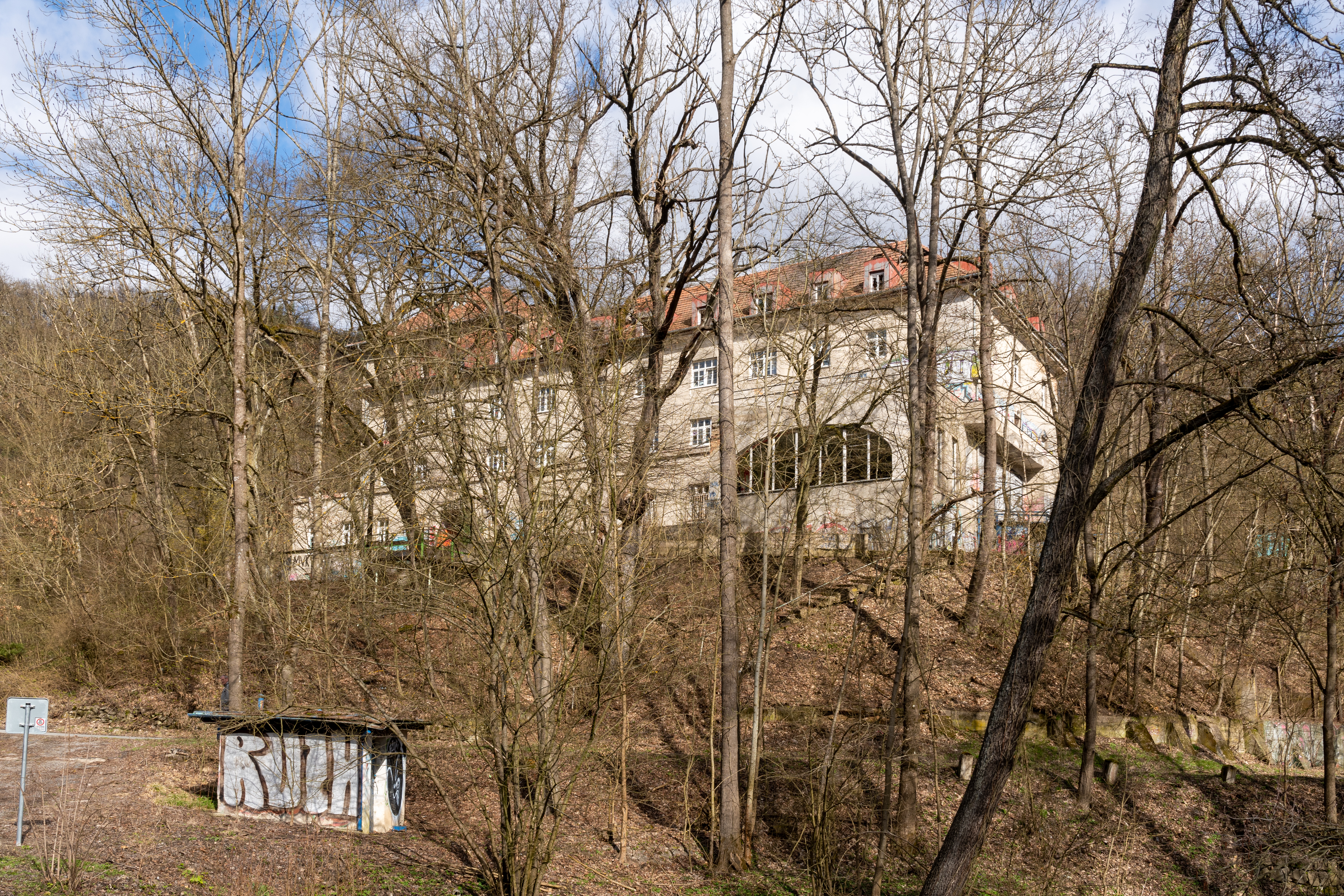
Zchátralá budova léčebny dlouhodobě nemocných

## Okolí obce
Můžete se vypravit například podél řeky na pravěké hradiště Obřany, kolem myslivny lišky Bystroušky k Janáčkově studánce a dál do Těsnohlídkova údolí, k zřícenině obřanského hradu či k vápencové skále Šumbera, opředené mnoha pověstmi. Pomník z vápencových balvanů připomíná, že zde bylo oblíbené místo básníka S. K. Neumanna. Západně od Bílovic nad Svitavou se nachází další zajímavá přírodní lokalita – lesnická naučná stezka. Severně od Bílovic, na zalesněném ostrohu nad silnicí z Útěchova do Adamova, kdysi stával gotický hrad Ronov; dnes už zbyla jen malá zřícenina.